# ناحیه عین تادلس
ناحیه عین تادلس (به عربی: دائرة عین تادلس) یک ناحیه در الجزایر است که در استان مستغانم واقع شده است.

## خصوصیات
ناحیه عین تادلس ۷۳٬۶۸۰ نفر جمعیت دارد.